# جايمي لانستر
جايمي لانستر (بالإنجليزية: Jaime Lannister) هو شخصية خيالية في سلسلة روايات أغنية الجليد والنارالخيالية التي كتبها الكاتب الأمريكي جورج ر. ر. مارتن، والتي تم إنتاج السلسلة التلفزيونية صراع العروش نسبة إليها. كتب الكاتب هذه السلسلة من الرويات استنادا إلى فكرة أتته أثناء كتابة رواية ملاذ الرياح عام 1981 
قام بتمثيل دور جايمي الممثل نيكولاي كوستر والداو.

## عائلته

### آل لانستر

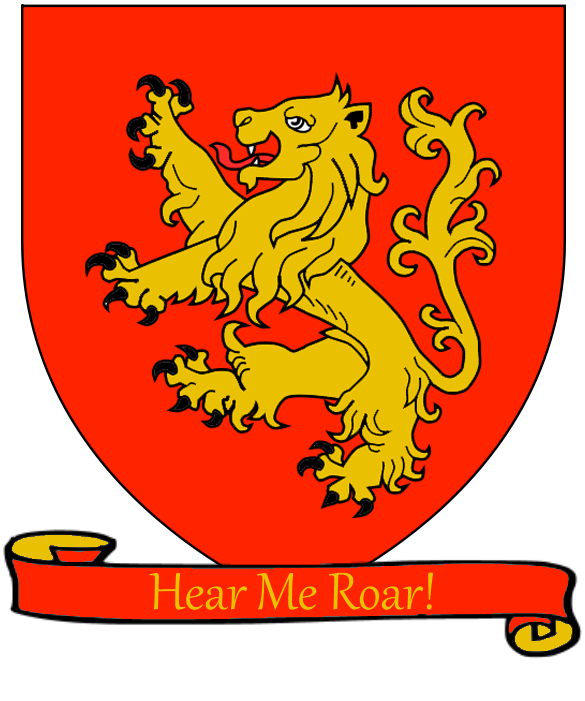
راية آل لانستر.

آل لانستر أحد العوائل الكُبرى في الممالك السبع وهم سادَة الغرب مُتمثّلة في مدينة كاسترلي روك. وينحدر آل لانستر، المشهورون بالوسامة والطُّول والشَّعر الذَّهبي، من المُغامِرين الأنداليِّين الذين أقاموا مملكةً عظيمةً في التِّلال والوديان الغَربيَّة، ويأتي نَسبهم من جهة الإناث من لان الأريب، المُحتال الذي عاشَ في عصر الأبطال؛ وقد جعلَهم ذهب كاسترلي روك والنَّاب الذَّهبي أثرى العائلات الكُبرى.
راية آل لانستر عبارة عن أسدٍ ذهبي على خلفيَّةٍ قرمزيَّة، وشِعارُهم «اسمعوا زئيري». كما أنّهم مشهورون بشعارٍ غير رسمي وهو: « اللانستر دائماً يدفعون ديونهم».